# Ziegenmarkt (Parchim)

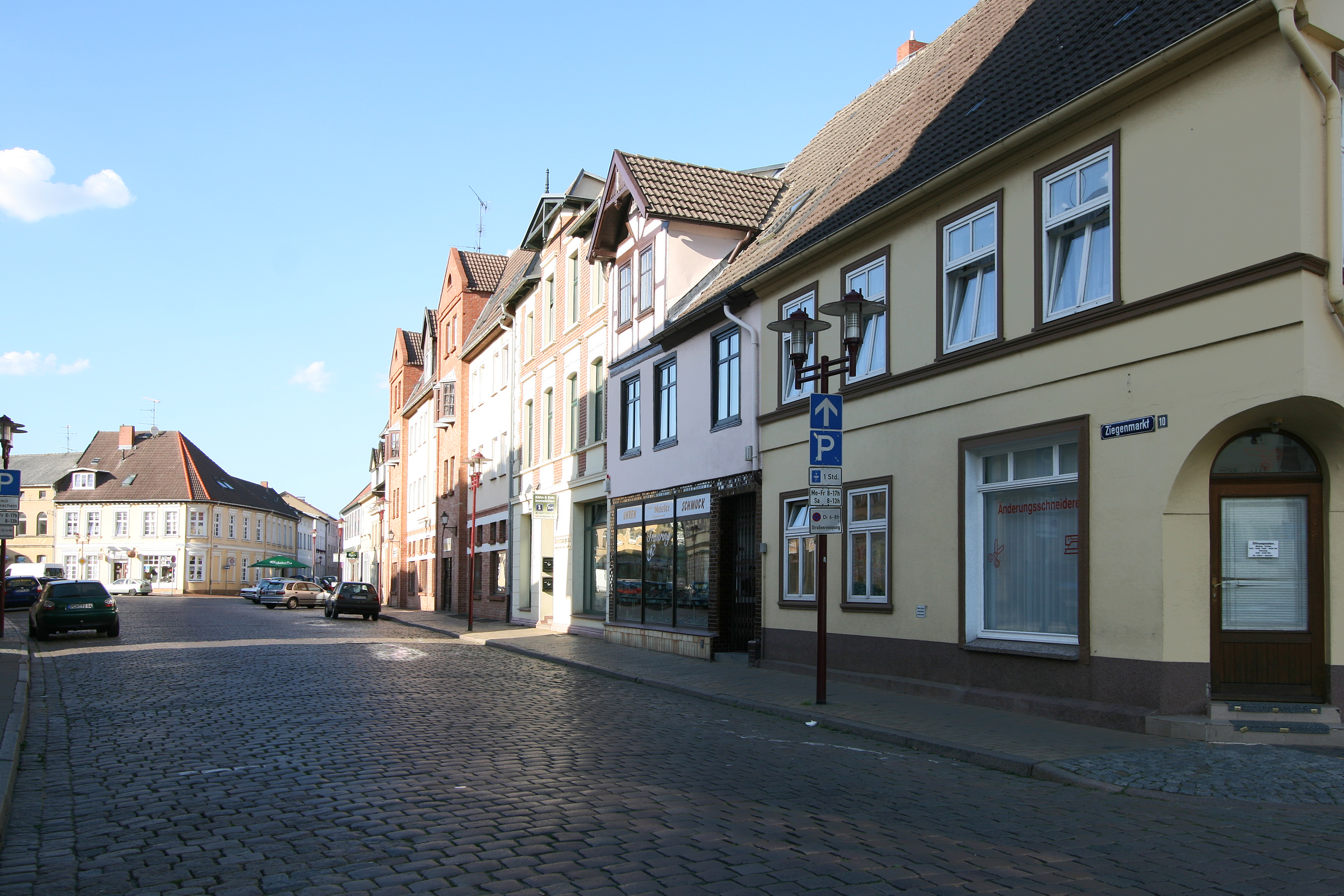
Ziegenmarkt

Der historische Ziegenmarkt in Parchim führt in der östlichen Altstadt in Nord-Süd-Richtung von der Apothekenstraße, Waagestraße und Baaderstraße zu den Straßen Am Mühlenberg, Rosenstraße und Am Kreuztor. 

## Nebenstraßen

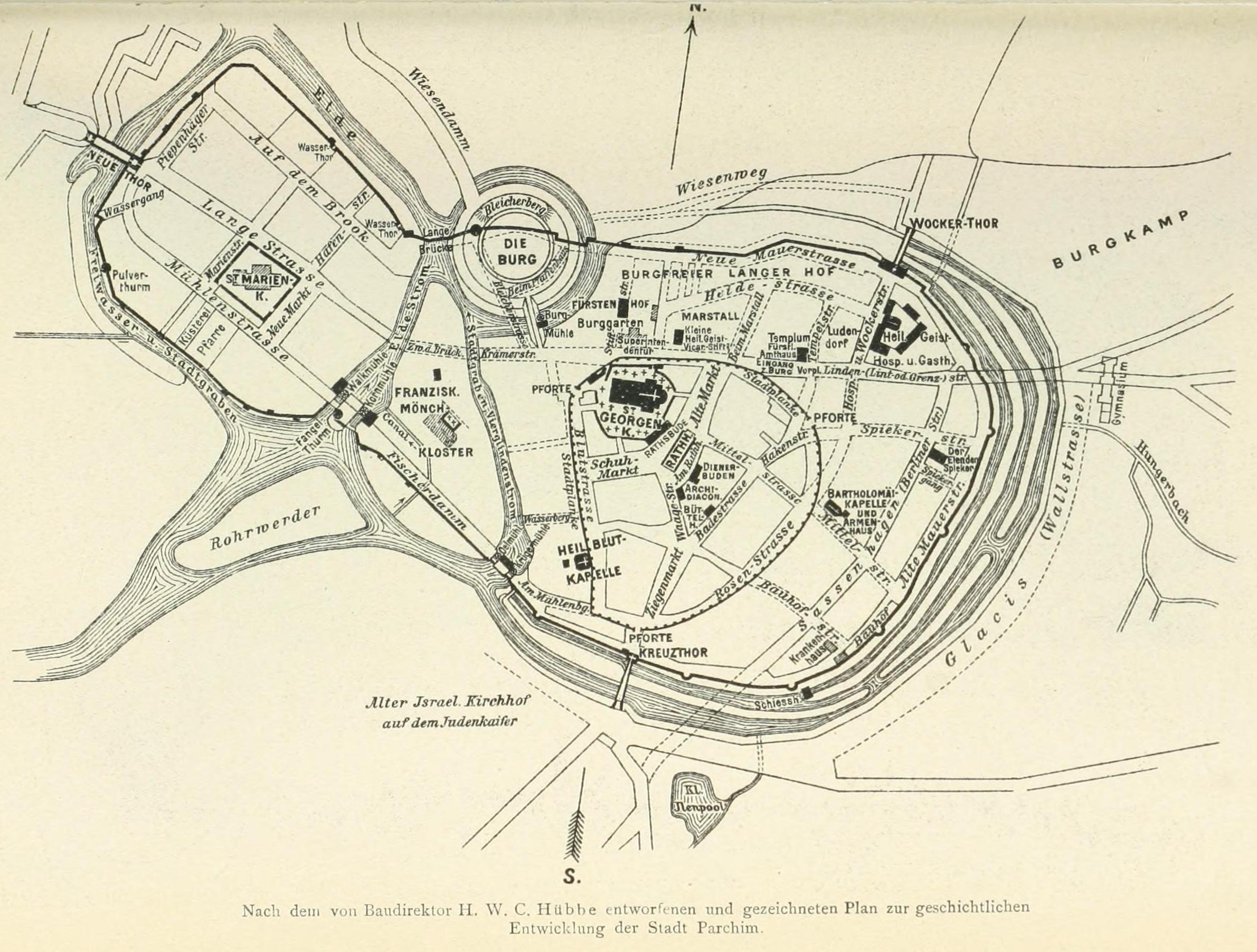
Parchim im Mittelalter

Die Nebenstraße und Anschlussstraßen wurden benannt als Apothekenstraße nach der Rats-Apotheke, Waagestraße nach der öffentlichen Ratswaage in den Ratslauben am Markt, Baaderstraße nach dem mittelalterlichen Beruf der Bader bzw./oder nach den Badestuben, Bauhofstraße nach einem früheren Bauhof der Stadt, Am Mühlenberg nach den Mühlen an der Elde, Rosenstraße nach den Rosen an der inneren Planke als Stadtmauer und Am Kreuztor nach dem Stadttor von vor 1346 bis 1848 bzw. 1863. 

## Geschichte

### Name
Der trapezförmige Platz wurde auf Plänen von vor 1690 als Segenmarkt dargestellt. Die Bezeichnung Sege, später Seege kann für Sööge = Sauen stehen oder für Zäge = Ziege stehen. 1829 entschied sich der Bürgermeister bei der amtliche Festlegung der Straßenbezeichnungen für Ziegenstraße, obwohl dieses Tier um Parchim weniger gehalten wurde.

### Entwicklung
Im Frühmittelalter bestand eine slawische Siedlung. 1170 wurde die Burg erwähnt, in der von 1238 bis 1248 der Landesfürst residierte. 1282 schlossen sich die alte Stadt und die Neustadt von 1240 zusammen. 1289 brannte ein Teil der Altstadt ab. 1612 vernichtete ein weiterer Brand große Teile der Stadt. 
Der Ziegenmarkt gehört zu den ältesten Straßen und Plätzen der mittelalterlichen Altstadt. Hier war die südliche Pforte in der inneren Stadtmauer und nach dem Bau der Stadtmauer Parchim bis 1310 das Kreuztor, welches 1847/48 abgerissen wurde.
Ab 1991 wurde die historische Altstadt und so auch die Straße und ihre Häuser im Rahmen der Städtebauförderung saniert.

## Gebäude, Anlagen (Auswahl)
An der Straße stehen zumeist verputzte zwei- bis dreigeschossige Häuser. Die mit (D) gekennzeichnete Häuser stehen unter Denkmalschutz.
- Apothekenstraße Nr. 11: 2-gesch. verklinkertes Hotel mit Stadtkrug als historisierender dominanter Eckbau
- Apothekenstraße Nr. 1: 2-gesch. Rats Apotheke
- Waagestraße Nr. 1: 2-gesch. Wohnhaus (D) als prägendes Eckhaus
- Nr. 1: 2-gesch. verputztes Wohn- und Geschäftshaus (D) mit einer Bar
- Nr. 3: 1-gesch. Wohn- und Geschäftshaus (D)
- Nr. 4: 4-gesch. neueres verklinkertes Wohnhaus mit zwei seitlichen Giebelrisaliten und rückwärtigem zusammenhängendem Bauwerk, dazwischen die Vorderseite der Nr. 8 
  - Nr. 8: 3-gesch. verputztes  Wohn- und Geschäftshaus (D) mit Dachhaus
- Nr. 9: 2-gesch. Wohn- und Geschäftshaus mit einem seitl. Zwerchgiebel
- Nr. 10: 2-gesch. Wohn- und Geschäftshaus (D)
- Nr. 10a: 3-gesch. Wohn- und Geschäftshaus mit Filiale der Schweriner Volkszeitung
- Nr. 12: 2-gesch. Wohn- und Geschäftshaus mit Fleischerei
- Nr. 13: 2-gesch. Wohnhaus von um 1613 (D)